# André Luís Neitzke
André Luís Neitzke (Paraná, 24 novembre 1986) è un calciatore brasiliano, difensore del Brühl.